# 10762 von Laue
10762 von Laue è un asteroide della fascia principale. Scoperto nel 1990, presenta un'orbita caratterizzata da un semiasse maggiore pari a 3,0362490 UA e da un'eccentricità di 0,0999521, inclinata di 1,43316° rispetto all'eclittica.